# Stepprather Hof (Korschenbroich)

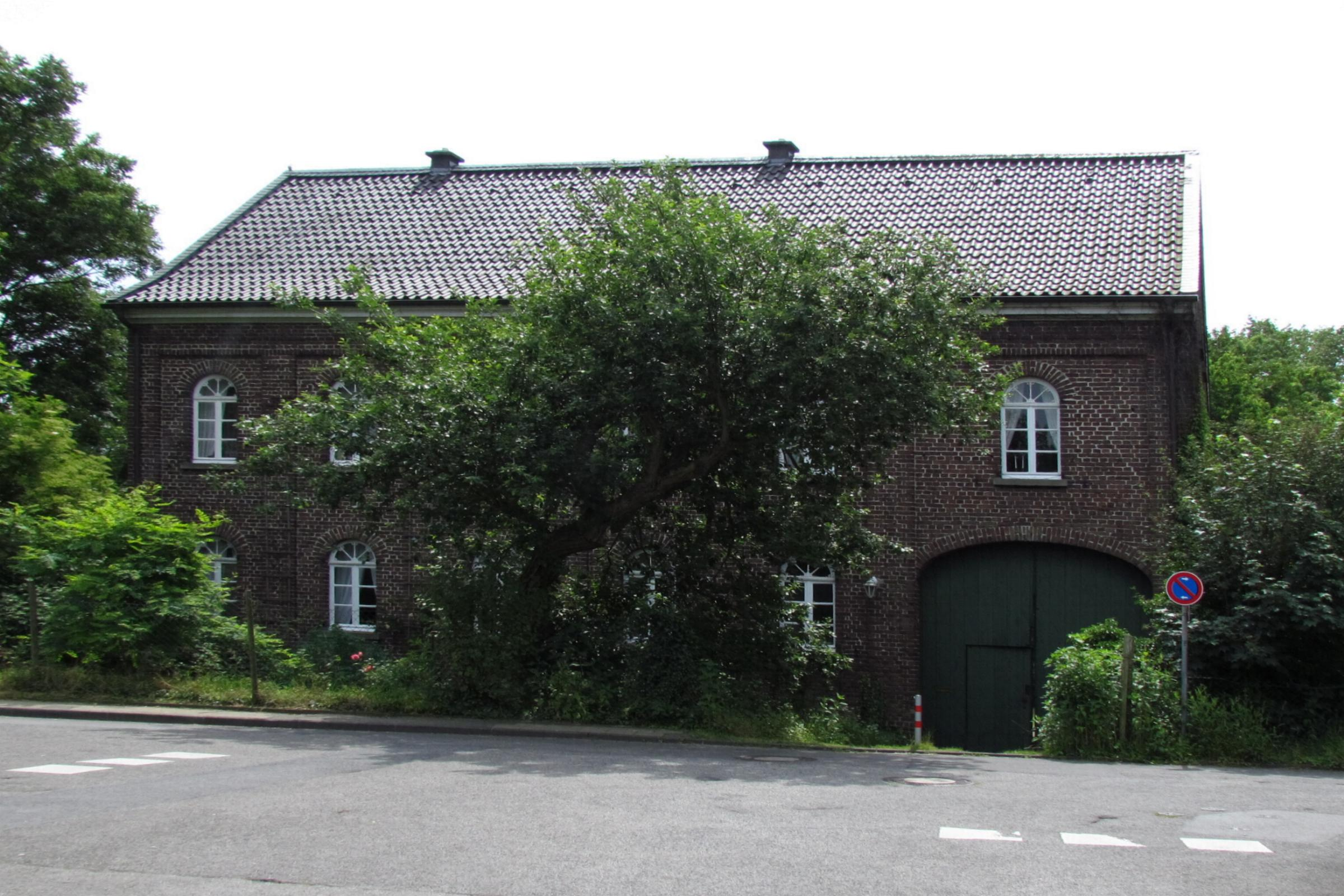
Stepprather Hof

Der Stepprather Hof steht im Stadtteil Kleinenbroich in Korschenbroich im Rhein-Kreis Neuss in Nordrhein-Westfalen, Am Stepprather Hof 42.
Das Gebäude wurde um 1500 erbaut und unter Nr. 154 am 10. Oktober 1989 in die Liste der Baudenkmäler in Korschenbroich eingetragen.

## Architektur
Der Stepprather Hof ist das, was von dem alten ehemaligen Haus Stepprath übriggeblieben ist.
Nach dem Ersten Weltkrieg war der Hof zum größten Teil von einem Wassergraben umgeben und teilweise ein davorliegender Erdwall zu erkennen. Der Hof hat seinen Namen von dem Geschlecht der von Stepprath. Über dessen Herkunft ist nichts bekannt.
Der Hof ist wohl ursprünglich ein Salhof gewesen. Bei der Eroberung des heimatlichen Gebietes durch die Franken verschenkten deren Könige die vorgefundenen römischen Höfe an verdiente Gefolgsmänner. So wurden sie zu Herren an den Salhöfen; diese waren meistens von Zäunen und Gräben eingeschlossen. Um einen solchen Salhof handelt es sich hier, der wohl ursprünglich im Besitze von Liedberg war. Irgendwann wurden die von Stepprath Burgmänner von Liedberg, die zur Verteidigung des Schlosses verpflichtet und für ihre Dienste mit dem Salhof belehnt wurden. Da Burgmannen dem Ritterstand angehören mussten, waren also die von Stepprath Ritter und ihr mit Wall und Graben befestigter Hof ein Rittersitz. In Liedbergs Kellereisachen wird Haus Stepprath in den Jahren 1500, 1580, 1632 und 1633 als Liedberger Burglehen aufgeführt.
Ein Johann von Stepprath ist 1508 Burgmann von Liedberg. Doch schon früher wird es als Rittersitz aufgeführt. Als 1463 im Kurfürstentum Köln die Landesstände gebildet wurden, deren 3. Kollegium aus den Vertretern der Ritterschaft bestand, gehörte zu den 227 landtagsberechtigten Rittersitzen auch das Haus Stepprath. Voraussetzung für die Aufnahme in die landständige Ritterschaft war das Vorhandensein eines „festen“ (befestigten) Hauses (Haus Stepprath war von Erdwall und Wassergraben umgeben) und der Nachweis von 16 ritterlichen Ahnen. Die von Stepprath blickten also damals, Mitte des 15. Jahrhunderts, schon auf eine ganze Reihe von Ahnen zurück.
Zum Ende des Dreißigjährigen Krieges kauften sie von hochverschuldeten Bürgern Land günstig auf. Von den staatlichen Simpelsteuern war Haus Stepprath, wie die meisten Rittersitze, befreit. Den zum Haus gehörenden Grundbesitz bewirtschafteten die Steppraths zunächst selbst, waren also regelrechte „Krautjunker“. So gehörten zum Herrenhaus ausgedehnte Wirtschaftsgebäude. Ein Junker von Stepprath ist 1663 Pächter des Pampushofes in Büttgen. Später verpachteten dann die Stepprath die Wirtschaftsgebäude und die Bewirtschaftung ihres Grundbesitzes an einen Halbwinner oder Halfen, der die Hälfte der Ernte an die Stepprath als Pacht abgeben musste. Als Halfe finden wir auf dem Hofe seit 1700 die Familie Gens, die 1835 den Hof als Eigentum erwarb. Im Volksmunde war der Name der Familie Gens kaum gebräuchlich, sie war mit dem Hofe so verbunden, dass sie auch über 100 Jahren nur mit dem Namen des alten Rittergeschlechtes verbunden blieb, sie waren „die Steppraths“. Kurz vor dem Ersten Weltkrieg brannten die Wirtschaftsgebäude des Hauses Stepprath völlig nieder. Die Bewirtschaftung erfolgte von einem bereits vorher neu erbauten Hofe aus. In dem alten Herrenhaus wohnte nur noch eine alte Dame der Familie Gens. Im Zweiten Weltkrieg wurde eine ausgebombte Familie im Hause untergebracht, später wurden die Wohnräume vermietet.
Das Haus verfiel immer mehr. Vor Jahren waren über die Eingangstür der Hofseite hin noch Reste eines vermutlich Stepprather Wappens zu sehen. Als ehemaliges Burglehen von Schloss Liedberg besitzt der Stepprather Hof nicht nur unmittelbare Bedeutung für den Stadtteil Kleinenbroich. An ihm sind die mittelalterlichen Beziehungen der Herrschaftssitze ablesbar. Aufgrund dieser ortsgeschichtlichen Bedeutung stellt der Stepprather Hof ein Baudenkmal im Sinne des § 2 Denkmalschutzgesetz NRW dar.